# Köttsjön, Ragunda
Köttsjön är en by i Ragunda distrikt (Ragunda socken) i Ragunda kommun i östra Jämtland som ligger 340 meter över havet.
Köttsjön ligger cirka 95 km från Östersund, 15 km från Borgvattnet, 42 km från Stugun och 46 km från Hammarstrand. Köttsjön är en till ytan väldigt stor by, men till innevånarantalet mindre, cirka 40 fast boende. I byn finns Folkets hus som byggdes i början på 1910-talet. Skivan "Live in Köttsjön" med Kalle & Bengan spelades in här under vårvintern 2001.
Namnet Köttsjön härstammar enligt vissa sägner efter att en björn jagat ut elva älgar på sjön. När isen sedan brast och alla tolv djuren drunknade uppkom namnet på sjön. Enligt vissa andra så kommer det från de goda jaktmarkerna runt de tre sjöarna. Runt byn finns även goda fiskevatten.